# Zygmunt Tworek
Zygmunt Tworek (ur. 10 marca 1964 w Sokolnikach) – polski piłkarz, grający na pozycji napastnika.

## Kariera
Jest wychowankiem Sokoła Sokolniki. Seniorską karierę rozpoczął w wieku 16 lat w Stali Gorzyce. W 1982 roku został zawodnikiem Stali Stalowa Wola. W sezonie 1986/1987 wywalczył z klubem awans do I ligi. Po roku gry w najwyższej klasie rozgrywkowej spadł z najwyższej klasy rozgrywkowej, aby powrócić do niej w sezonie 1991/1992. Ogółem w I lidze wystąpił w 32 meczach, w których strzelił 9 goli. W 1992 roku odszedł do Tłoków Gorzyce. Karierę piłkarską zakończył w 1995 roku. Po zakończeniu kariery piłkarskiej był prezesem i trenerem klubu LZS Furmany. Podjął również pracę w charakterze kierowcy.
Żonaty z Ludmiłą, z którą ma dwie córki: Natalię oraz Klaudię.

## Statystyki ligowe
| Sezon            | Klub               | Liga     | Mecze | Gole |
| ---------------- | ------------------ | -------- | ----- | ---- |
| 1987/1988        | Stal Stalowa Wola  | I liga   | 29    | 9    |
| 1988/1989        | Stal Stalowa Wola  | II liga  | ?     | ?    |
| 1989/1990        | Stal Stalowa Wola  | II liga  | 18    | 4    |
| 1990/1991        | Stal Stalowa Wola  | II liga  | 0     | 0    |
| 1990/1991        | Stal Gorzyce       | III liga | b.d.  | 4    |
| 1991/1992 jesień | Stal Stalowa Wola  | I liga   | 3     | 0    |
| 1991/1992 wiosna | Stal Gorzyce       | III liga | b.d.  | 3    |
| 1992/1993        | Tłoki-Stal Gorzyce | III liga | ?     | 5    |
| 1993/1994        | Tłoki-Stal Gorzyce | III liga | ?     | 8    |
| 1994/1995        | Tłoki-Stal Gorzyce | III liga | b.d.  | 3    |